# (145452) Ritona
2005 RN43 és un objecte del Cinturó de Kuiper que òrbita al voltant del Sol a 41 ua de distància mitjana. Té un diàmetre d'aproximadament 765 kilòmetres segons el mètode de l'assupció d'albedo.
El seu descobriment es va produir el 9 d'octubre del 2005 per part de A.C.Becker, A.W.Pucket i J.Kubica en l'observatori de Apache Point (Nou Mèxic, EUA).
Dins de la categoria d'objectes del Cinturó de Kuiper, 2005 RN43 pertany suposadament a la subcategoria dels Cubewanos, encara que no s'ha pogut determinar la seua pertinença a aquest grup amb total certesa a causa del seu recent descobriment.